# Imeni Lazo
Huyện Imeni Lazo (tiếng Nga: ? райо́н) là một huyện hành chính tự quản (raion), của Vùng Khabarovsk, Nga. Huyện có diện tích 31469 km², dân số thời điểm ngày 1 tháng 1 năm 2000 là 59300 người. Trung tâm của huyện đóng ở Pereyaslavka.